# Hector Guimard

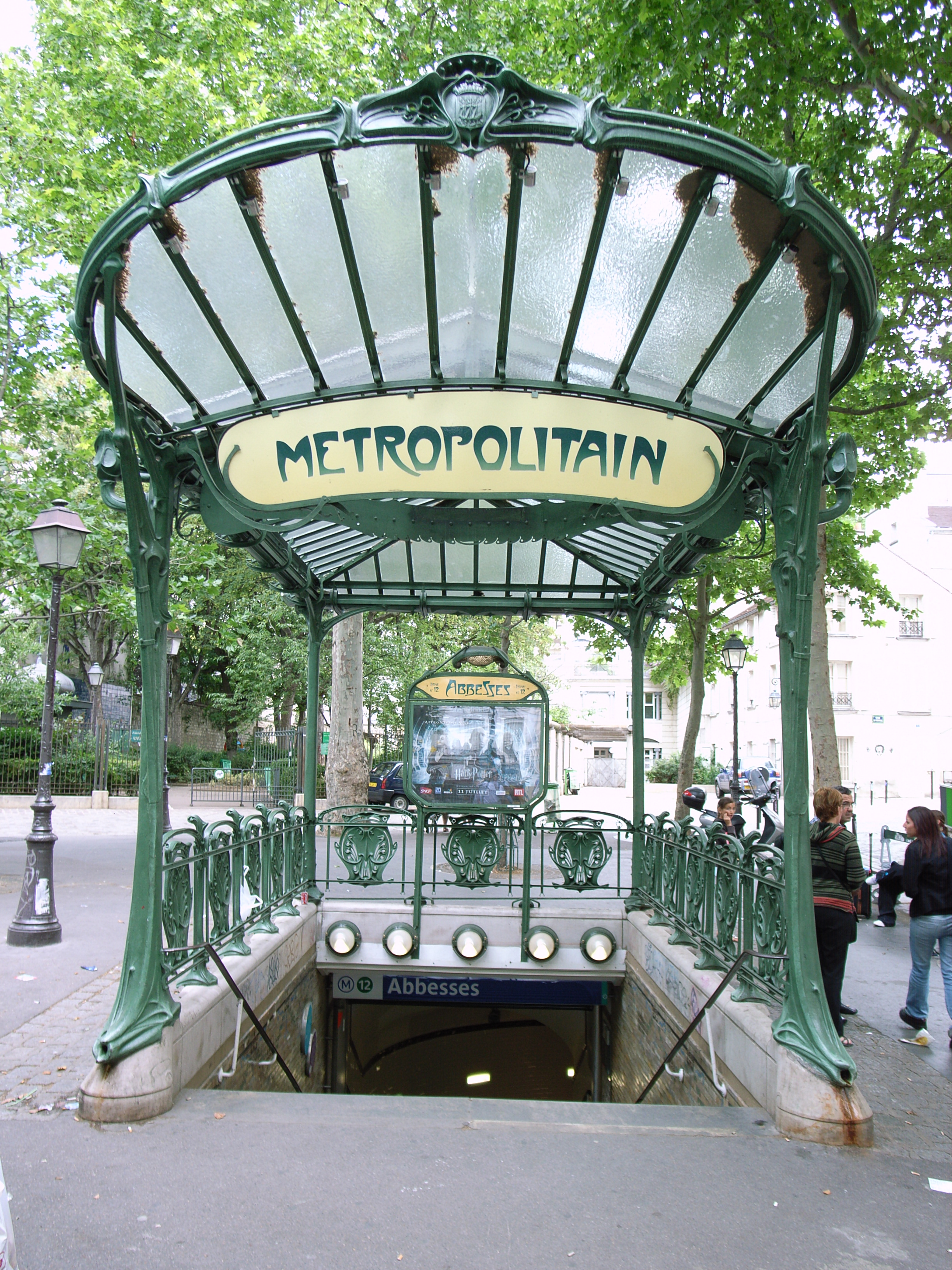
Entrada a la estación de metro Abbesses en París, obra de Hector Guimard.

Hector Guimard (Lyon, Francia, 10 de marzo de 1867-Nueva York, 20 de mayo de 1942) fue un arquitecto francés, representante principal del Art Nouveau en Francia.
En el paisaje internacional del modernismo, Guimard representa la figura de francotirador aislado: no deja ningún discípulo, ni ninguna escuela, y por eso se intentó durante mucho tiempo considerarlo como un protagonista secundario de este movimiento; una ausencia de posteridad que contrasta con la profusión formal y tipológica extraordinaria de su obra arquitectónica y decorativa, donde el arquitecto da lo mejor de sí mismo en aproximadamente quince años de actividad creativa.

## Estudio
Su formación fue académica, Guimard estudio en la Ecole des Beaux Art, influenciado por las teorías de Eugène Emmanuel Viollet-le-Duc que sienta las bases, a partir de 1863, en los futuros principios estructurales del Modernismo. La realización más emblemática de este tiempo, fue el Castel Béranger (1894/1898) "planteado originalmente como un edificio de estilo neogotico", pero en 1895, al viajar a Bruselas y visitar el hotel Tassel de Victor Horta, fue rediseñado, reflejando el nuevo estilo.
Es por eso, que “Héctor Guimard siguiendo a Horta, inicia el Art-Nouveau en Francia.” 

## Una gloria fulgurante
El Castel Béranger vuelve famoso a Guimard y numerosos pedidos le permiten precisar aún más sus investigaciones estéticas, la armonía y la continuidad estilísticas en particular (un ideal principal del Modernismo), que lo incitan a una concepción casi totalitaria del decorado interior, culminando en 1909 con el hotel Guimard (regalo de boda a su rica esposa americana) donde partes ovoides  imponen únicos muebles, parte integral del edificio.
Si el pozo de luz consustancial a Victor Horta es un dato más bien ausente de su obra (excepto en el ejemplo tardío del hotel Mezzara, de 1910), Guimard no lleva menos experiencias espaciales asombrosas, en la volumetría de sus construcciones en particular: la casa Coilliot  y su curiosa doble-fachada (1898), La Bluette y su armonía volumétrica (1899), y sobre todo el Castel Henriette  (1899) y el Castel d’Orgeval (1905), manifestaciones radicales de un "plan-libre" vigoroso y asimétrico, veinticinco años antes de las teorías de Le Corbusier. La simetría, sin embargo, no se proscribe: el hotel Nozal, en 1905, reanuda la disposición racional de un plan en escuadra propuesto por Viollet-le-Duc.
Las innovaciones estructurales no faltan tampoco, como en la extraordinaria sala de concierto Humbert-de-Romans  (1901), donde una estructura compleja divide las ondas sonoras para conseguir una acústica perfecta; o como en el hotel Guimard (1909), donde la estrechez de la parcela permite al arquitecto rechazar toda función portadora sobre las paredes exteriores (como Gaudí a la Casa Milà) y liberar así la disposición de los espacios interiores, diferente de un piso al otro, etc.
Espíritu curioso y brillante, Guimard es también un precursor de la estandardización industrial, en la medida en que desea difundir el nuevo arte a gran escala. Sobre este plan conoce un verdadero éxito (a pesar de los escándalos) con sus famosas entradas del metro parisino, construcciones flexibles donde triunfa el principio del ornamento estructural de Viollet-le-Duc. La idea se reanuda (pero con menos éxito) en 1907 con un catálogo de elementos en fundición aplicables a la arquitectura: "Fundiciones Artísticas, Estilo Guimard".
Como para el marco arquitectónico global, la concepción intrínseca de sus objetos de arte proceden del mismo ideal de continuidad formal (que permite fusionar todas las funciones prácticas en un único cuerpo, como con el "Barro de los Binelles", de 1903) y lineal, como en el dibujo de sus muebles, a la silueta graciosa y armoniosa.
Su vocabulario estilístico inimitable procede de un organicismo vegetal especialmente sugestivo, permaneciendo al mismo tiempo voluntariamente sobre la vertiente de la abstracción. Modelados y alborotos nerviosos invierten tanto así la piedra como la madera; sobra el plano, Guimard crea verdaderas composiciones abstractas que se adaptan con la misma facilidad a la vidriera  (hotel Mezzara, 1910), al panel de cerámica (casa Coilliot, 1898), al hierro forjado (Castel Henriette, 1899), al papel pintado (Castel Béranger, 1898), o al tejido  (hotel Guimard, 1909).

## El olvido
Pero a pesar de este fuego artificial de innovaciones y demostraciones en todos los ámbitos, la prensa y el público se desvían rápidamente de Guimard: menos que la obra, es el hombre que irrita. Y en digno representante del Art Nouveau, él mismo es víctima de las contradicciones inherentes a los ideales del movimiento: sus creaciones más perfectas son financieramente inaccesibles a la mayor parte de la gente, y al revés sus tentativas de estandardización corresponden mal con su vocabulario muy personal. Es finalmente completamente olvidado cuando muere en Nueva York en 1942, donde el temor de la guerra le hizo exiliarse (su mujer era judía).

## El redescubrimiento
Tras demasiado numerosas destrucciones, exploradores aislados (los primeros «hectorólogos») van a redescubrir al artista y su universo hacia los años 1960-1970 y reconstituyen pacientemente su historia. Si lo más importante se hizo en este ámbito, sin embargo, ciento años después del "gesto magnífico" del Art Nouveau (Le Corbusier), la mayoría de los edificios de Hector Guimard siguen siendo inaccesibles al público, y aún no se ha inaugurado un Museo Guimard en Francia.